# Stewart Jackson
Stewart James Jackson (né le 31 janvier 1965) est un homme politique et conseiller britannique. Il est député conservateur de Peterborough de 2005 à 2017. Après avoir été évincé par la travailliste Fiona Onasanya lors des élections générales de 2017, il est chef de cabinet et conseiller spécial de David Davis, secrétaire d'État à la sortie de l'Union européenne, jusqu'en juillet 2018, date à laquelle Davis démissionne de son poste.

## Jeunesse
Jackson est né à Woolwich et grandit dans le sud-est de Londres. Il fait ses études à la London Nautical School de Lambeth et à la Chatham House Grammar School de Ramsgate, dans le Kent, puis à Royal Holloway, University of London, où il obtient un BA (Hons) en économie et administration publique, en 1988. Jackson est élu président de l'Union de l'Université de Londres pour l'année universitaire 1988-1989. Au cours de son mandat de président, il fait face à une motion de censure en janvier 1989 et démissionne avant de devoir quitter ses fonctions .

## Carrière politique
Jackson siège au conseil d'arrondissement d'Ealing dans l'ouest de Londres de 1990 à 1998, période pendant laquelle il est porte-parole du Parti conservateur pour la planification et le logement. Il est vice-président de l'Association des collectivités locales .
Jackson se présente sans succès dans la circonscription parlementaire de Brent South aux élections générales de 1997. Il est ensuite sélectionné comme candidat conservateur pour le siège de Peterborough en octobre 2000 et se présente aux élections générales de 2001, où il réduit la majorité du Parti travailliste dans la circonscription de 7 323 voix à 2 854 voix, mais perd contre la députée travailliste sortante Helen Brinton. Jackson est à nouveau candidat conservateur pour Peterborough en août 2002, et bat Brinton aux élections générales de 2005 pour devenir député.
Lors des élections générales de 2010, Jackson augmente sa majorité à 4 861 voix contre le candidat travailliste, Ed Murphy. Il est nommé le mois suivant secrétaire privé parlementaire (PPS) d'Owen Paterson, secrétaire d'État pour l'Irlande du Nord, mais démissionne de son poste de PPS le 24 octobre 2011, après avoir voté contre les consignes de son groupe lors d'un référendum sur l'UE .
Après la sélection de Theresa May comme nouveau Premier ministre conservateur, à la suite de la démission de David Cameron, Stewart Jackson est nommé secrétaire privé parlementaire de David Davis, secrétaire d'État à la sortie de l'Union européenne, en juillet 2016 .
À la suite de la perte de son siège aux élections générales de 2017, Jackson est nommé conseiller spécial et chef de cabinet du secrétaire d'État au département de la sortie de l'Union européenne .
Avec d'autres députés de l'aile droite conservatrice, comme Nadine Dorries, Jackson créé le groupe parlementaire Conservative Voice dirigé par David Davis (le principal adversaire de David Cameron dans la course à la direction du Parti conservateur) et Liam Fox (ancien Secrétaire d'État à la Défense). Il est créé pair à vie le 16 novembre 2022.